# Вільгельм VIII (герцог Аквітанії)
Вільгельм VIII (*Guillaume VIII бл. 1025 — 25 вересня 1086) — герцог Гасконський у 1052—1086 роках (як Вільгельм III), герцог Аквітанський та граф Пуатевінський у 1058—1086 роках.

## Біографія

### Герцог Гасконі
Походив з династії Рамнульфідів. Молодший син Вільгельма V, герцога Аквітанії, та Агнес Бургундської. Народився близько 1025 року. Спочатку отримав ім'я Гай (Гі)-Жоффруа.
У 1030 році втратив батька, виховувався матір'ю. Остання незабаром вийшла заміж за Жоффруа де Вандома (сина Фулько III, графа Анжу). Молоді роки провів в Пуатьє та Вандомі. 1044 року Гай-Жоффруа одружився з донькою графа Перигора.
У 1052 році після смерті родича Бернарда II де Арманьяка успадкував Гасконське  герцогство. З самого початку розпочав боротьбу проти Санчо III, короля Наварри, який до того встановив зверхність над Гасконью. Після смерті супротивника у 1035 році остаточно став самостійним, оскільки новий наваррський король Гарсія III приділяв більше уваги Піренейським володінням.
У 1058 році розлучився з дружиною через безпліддя. Вона пішла до монастиря у м. Сент.

### Володар Аквітанії
1058 року після смерті брата Вільгельма VII, у якого були лише доньки, Гі-Жоффруа успадкував Аквітанське герцогство та Пуатевінське графство. Він змінив своє ім'я на Вільгельм. Близько 1059 року одружився з Матильдою з роду графів Ла Марш.
Розгорнув активну зовнішню політику, спрямовану на встановлення союзницьких відносин з Папським престолом та Нормандським герцогством, Арагонським та Леонським королівствами та Барселонським графством. Вони були спрямовані проти Анжуйського і Тулузького графств.
У внутрішній політиці змістив усіх світських та церковних сановників, що дістали посади за його попередника. Це викликало невдоволення знаті, яка повстала, запросивши Вільгельма IV Тулузького. 1160 року відбив напад графа Тулузи на Бордо. Протягом 1061—1062 років відняв Сентож у Фулька Гаттіне — небожа Жоффруа II, графа Анжу, який помер у 1060 році. Цим значно зміцнив свої тили з південного заходу. 1062 року прийшов на допомогу Рамону Баранґеру II, графу Барселони, якого атакували мусульмани.
У 1164 року відгукнувся на заклик папи римського Олександра II щодо хрестового походу проти Сарагоського емірату на Піренеях. Він прийшов на допомогу Раміро I, королю Арагону, сприявши захопленню важливого міста Барбастр.
Водночас займався справами Аквітанії. У 1067 році створив прево Сентож, чим поклав край можливому сепаратизму знаті. Того ж року втрутився у боротьбу між Жоффруа III, графом Анжу, та його братом Фульком на боці останнього. Невдовзі Вільгельму VIII вдалося захопити Сомюр та спалити тамтешній замок, що був ключем до нижньої долини Луари.
У 1068 або 1069 році розлучився з другою дружиною, оскільки у них була лише донька. Хоча традиції Аквітанії не заперечили спадкування герцогства жінкою, Вільгельм VIII побоювався переходу володінь до іншого роду. 1069 року уклав мирну угоду з Фулько IV, графом Анжу.
1069 року одружився з донькою герцога Бургундії. Оскільки Вільгельм VIII перебував з дружиною у родинній спорідненості, папа римський Григорій VII не визнав цього шлюбу, наказавши його розірвати. 1070 року герцог здійснив прощу до Риму, намагаючись переконати папу римського визнати його шлюб, але марно. У 1075 році впровадив сенешальство в Пуатьє.
1076 року зрештою отримав визнання шлюбу законним. Натомість герцог заснував абатство Святого Іоанна Євангеліста, яке передав в управління конгрегації Клюні. Того ж року в союзі з Філіппом I, королем Франції, рушив до Бретані, де змусив відступити війська Вільгельма I, короля Англії, що втрутилися у внутрішні справи Бретонського герцогства.
Помер у 1086 році у Шизе. Йому спадкував син Вільгельм.

## Родина
1. Дружина — Гарсенда, донька Адальберта II, графа Перигорського
Діти: не було
2. Дружина — Матильда Ла-Марська
Діти:
- Агнес (1052—1078), дружина Альфонсо VI, короля Леону

3. Дружина — Гільдегарда, донька Роберта I, герцога Бургундії
Діти:
- Агнес, дружина Педро I, короля Арагону
- Вільгельм (1071—1127), герцог Аквітані та Гасконі, граф Пуатьє
- Гуго (бл.1096—1126)